# 福島県道344号名入西方停車場線
福島県道344号名入西方停車場線（ふくしまけんどう344ごう ないりにしかたていしゃじょうせん）は、福島県大沼郡三島町にある一般県道である。

## 路線概要
- 起点：大沼郡三島町大字名入字根岸居平1370
- 終点：大沼郡三島町大字名入字根岸居平1344（JR只見線 会津西方駅南側）
- 総延長：248m[1]
  - 実延長：総延長に同じ
- 路線認定年月日：1959年8月31日[2]

## 通過する自治体
- 大沼郡三島町

## 接続・交差する道路
- 国道400号（名入字根岸居平 起点）

## 沿線
- JR会津西方駅（駅待合室や三島町営バスのバス停は当路線の線路の反対側の国道400号側に位置する）